# RStudio
RStudio是為R語言設計的一種跨平台整合開發環境。其特色包括可客製化的軟體套件視覺化介面與同團隊開發的一系列數據可視化與出版工具。RStudio有免費的自由軟體版本及收費的專業版本，並分為在本地電腦上執行的桌面版和與在伺服器上執行而可由瀏覽器連接後使用的伺服器版。RStudio主要基於Java、C++以及少量的JavaScript，而它的圖形用戶介面則基於Qt。 RStudio的第一個公開測試版本由RStudio公司於2011年發佈，正式版則在2016年11月推出。目前的最新版本為2018年10月更新的1.1版。2018年4月，RStudio宣布與Ursa Labs展開行政與營運雙方面的合作，目標是基於Apache Arrow建立一個通用性的數據科學运行时系统，希望整合R語言、Python、Julia等，並使其執行期使用的資料能夠即時地互通。